# Muchowate

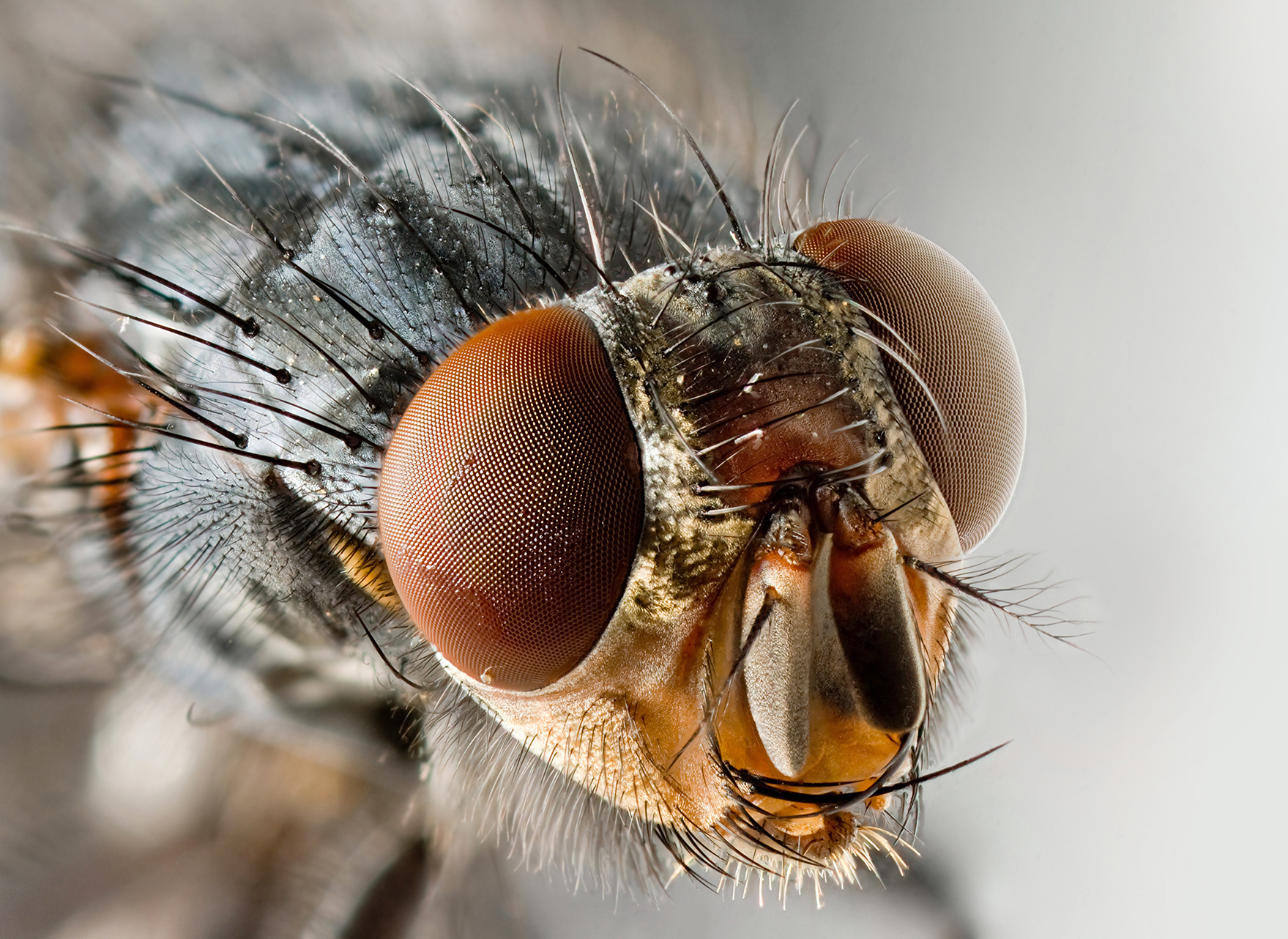
Głowa muchy domowej

Muchowate (Muscidae) – rodzina muchówek krótkoczułkich (Brachycera) szeroko rozprzestrzenionych na całym świecie. Od innych muchówek różnią się ułożeniem szczecinek na tułowiu. Mogą przenosić różne patogeny.
Na całym świecie opisano dotychczas ok. 4000 gatunków zaliczanych do ponad 100 rodzajów. W Polsce stwierdzono występowanie 278 gatunków. Do muchowatych zaliczane są m.in.: rodzaj Musca (mucha), którego przedstawicielem jest towarzyszący od dawna człowiekowi gatunek synantropijny – mucha domowa (Musca domestica), oraz rodzaj Glossina (tse-tse) – owadów żywiących się krwią ssaków.

## Występowanie
Muchówki z tej rodziny są owadami szeroko rozprzestrzenionymi i licznie występującymi we wszystkich strefach klimatycznych, na wszystkich kontynentach i wielu wyspach oceanicznych. Zajmują siedliska różnych typów. Najliczniej występują w lasach liściastych i iglastych oraz na otwartych, nasłonecznionych i suchych terenach. Przebywają na roślinach oraz w budynkach mieszkalnych i gospodarczych (stajniach, oborach), także na wysypiskach śmieci.

## Morfologia
Zaliczane do tej rodziny owady są zwykle małej lub średniej wielkości (2–12 mm), nieliczne tylko osiągają do 20 mm długości. Ubarwienie zazwyczaj ciemne (szarawe lub czarne), czasem intensywnie żółte lub metalicznie lśniące, niekiedy z wyraźnymi plamami na tułowiu i odwłoku. Owady dorosłe charakteryzują się owalną głową i dużymi oczami (nagimi lub owłosionymi). Mają muskoidalny aparat gębowy, u niektórych przekształcony w aparat kłujący. Skrzydła stosunkowo duże, ze skróconą żyłką analną i z dwiema przerwami na żyłce kostalnej. Samice mają wciągane do odwłoka, teleskopowe pokładełko.

## Biologia i ekologia
Większość gatunków nie jest synantropijna. Niektóre dorosłe mogą być drapieżnikami, żywić się krwią, rozkładającym mięsem, zwierzęcym potem czy też pewnymi produktami roślinnymi. Mogą przyciągać je różne substancje jak cukier, brud, pot, łzy i krew. Larwy żyją w różnych (często ekstremalnie różnych) środowiskach, takich jak rozkładające się rośliny, sucha i mokra ziemia, gniazda owadów i ptaków, słodka woda i padlina. Mogą być drapieżne, kałożerne lub zjadać zgniliznę.
Muchowate to w większości owady jajorodne, tylko nieliczne są żyworodne. Samice żyją około 70 dni. Składają 600–800 jaj.
Liczne gatunki muchowatych mogą przenosić groźne infekcje bakteryjne, nicienie, pierwotniaki oraz jaja innych muchówek.